# Яцюк Павло Федорович
Яцюк Павло Федорович (нар. 2 липня 1978, Рівне) — генерал-майор, начальник Центру спеціального призначення «Омега» НГУ (в/ч 3073). Доктор філософії в галузі права, кандидат політичних наук. Учасник бойових дій.

## Життєпис
Народився 2 липня 1978 року в місті Рівне, Україна.

### Освіта
В 1985-1993 роках навчався у середній школі м. Рівне.
В 1993-1996 роках навчався у Львівському військовому ліцеї імені Героїв Крут.
В 1996-2001 роках навчався у Київському військовому інституті управління та зв'язку, де здобув повну вищу освіту за спеціальністю «Безпека інформації в спеціальних інформаційних системах» та здобув кваліфікацію інженера з безпеки інформації, офіцера військового управління тактичного рівня.
У 2005-2008 роках навчався на заочному факультеті Національної академії СБУ за спеціальністю «правознавство» та здобув другу вищу освіту з кваліфікацією юриста.
2010 році рішенням спеціалізованої вченої ради Міжрегіональної академії управління персоналом присуджено науковий ступінь доктора філософії в галузі права.
У кваліфікаційно-дисциплінарній комісії адвокатури міста Києва Національної асоціації адвокатів України 6 лютого 2020 року отримав свідоцтво про право зайняття адвокатською діяльністю.
2021 році здобув науковий ступінь кандидата політичних наук у Військово-дипломатичній академії ім. Євгенія Березняка ГУР МО України.
2025 році пройшов навчання в Національному університеті оборони України на курсі вищого керівного складу стратегічного рівня (L-4).

### Проходження служби
2001-2002 року проходив службу в Департаменті спеціальних телекомунікаційних систем захисту інформації (ДСТСЗІ) СБ України.
2002-2007 року проходив службу в Департаменті контррозвідувального захисту економіки держави (ДКЗЕД) СБ України.
2007-2014 року проходив службу в Головному управлінні по боротьбі з корупцією та організованою злочинністю (ГУ «К») СБ України.
2014-2016 роках проходив службу в Головному управлінні військової контррозвідки (ВКР) Департаменту контррозвідки (ДКР) СБ України.
2016 по 2021 року обіймав посаду заступника начальника Головного управління розвідки ГУР МО України.
З вересня 2021 року звільнений з військової служби в запас і по лютий 2022 року перебував на пенсії.

#### Початок повномасштабного вторгнення
24 лютого 2022 року мобілізований в ЗСУ.
30 травня 2022 року переведений до Національної гвардії України.
27 жовтня 2022 року по сьогоднішній день на посаді начальника Центру спеціального призначення «Омега».
Учасник бойових дій з 2014 року.

## Цитати
- «Останнє слово за нами».

### Девіз
Ми переможемо лише тоді, коли усвідомимо, що за Україну треба не вмирати, а вбивати.

## Нагороди
- нагороджений іменною вогнепальною зброєю;

### Державні нагороди
- Відзнака Президента України «За участь в антитерористичній операції»[2][відсутнє в джерелі]
- Відзнака Президента України «За оборону України»[3][відсутнє в джерелі]
- Орден Богдана Хмельницького III ст. (2 грудня 2024) — за особисту мужність, виявлену в захисті державного суверенітету та територіальної цілісності України, самовіддане служіння Українському народові[4]